# Занавес (Новые приключения Человека-паука)
«Занавес» (англ. Final Curtain) — тринадцатая и последняя серия второго сезона «Новых приключений Человека-паука», которая также является финальным эпизодом всего мультсериала.

## Сюжет
Человек-паук сражается в порту с подручными Зелёного гоблина, с «тыквоголовыми», как он их называет. Победив их, он спрашивает, где Гоблин, но они ничего не говорят. Вечером к Гвен приходит Гарри и просит помощи. Тем временем Питер извиняется перед Лиз по телефону за то, что не пришёл на спектакль. Тётя Мэй говорит ему разобраться с девушками, перед этим разобравшись в себе. Затем Питеру звонит Гвен и просит прийти. Гарри рассказывает друзьям, что принимал зелёный глобулин, превращаясь в суперзлодея Зелёного гоблина. Однако добавляет, что недавно кто-то похитил его в костюме Гоблина. Питер предполагает, что Гарри это привиделось, но Озборн отвечает, что больше не принимает сыворотку и уничтожил последние запасы. Гвен предлагает Гарри поговорить с отцом. Он уходит, а Питер с Гвен откровенничают, признаваясь друг другу в любви. Они хотят поцеловаться, но сначала решают порвать с Лиз и Гарри. Последний же стоял под окном и всё слышал, а затем ушёл.
Дома Гарри рассказывает всё отцу. Прилетает Человек-паук и, считая, что его первоначальные подозрения в том, что Норман — Гоблин, верны, высказывает их. Он говорит, что видел, как Норман на Хэллоуин выходил из тайной комнаты, но Гарри заявляет, что это всего лишь погреб, и он не тайный. Норману звонит телефон, и он просит сына ответить, а сам говорит с Пауком. Гарри говорит отцу, что это Дональд Менкен и просит его к телефону. Норман извиняется перед Пауком и уходит. Внезапно балкон здания Озборнов взрывается, и на героя нападает Зелёный гоблин. После непродолжительной битвы, Паук приходит к выводу, что никто из Озборнов не был Гоблином. Норман предполагает, что это Дональд Менкен. Позвонив в Oscrop, он узнаёт, что личное дело Менкена было уничтожено. Он обещает Пауку найти его. На следующий день Питер за обедом предлагает Лиз остаться друзьями. Та понимает, что он хочет расстаться, и показательно кричит, что она бросает его. Салли Аврил это радует, а Лиз идёт плакать на спортивную площадку. Далее Питер и Гвен узнают в лаборатории, что Коннорсы уезжают работать во Флориду из-за вынужденных обстоятельств, а Майлз Уоррен будет их наставником.
Паук узнаёт от Нормана адрес Менкена и отправляется к нему. Гарри с отцом садятся в вертолёт, чтобы также полететь туда, но Норман удивляется, что нет пилота, однако Гарри заявляет, что отец сам же заставил его получить права, и садится за штурвал. В новой квартире Менкена зелёные стены, что укрепляет подозрения Паука, однако из потолка выпускается газ, и герой парализован. Гарри лихачит на вертолёте. Гоблина забавит то, что Паук попался на уловку с Менкеном. Во время сражения из водонапорных башен вылетают бомбочки, а Гоблину также помогают «тыквоголовые». Гарри даже предполагает, что Гоблин — его мама. Однако Паук цепляется паутиной за маску злодея, и когда врезается в трубу на крыше дома, она слетает. Гарри с удивлением видит своего отца, а человек, сидящий рядом с ним, убеждает его, что это самозванец. Но Гарри вспоминает, что вчера отец извинился перед Человеком-пауком, а ведь Норман Озборн никогда не извиняется. Он срывает с отца маску и видит Хамелеона, который затем выпрыгивает из вертолёта с парашютом. Норман рассказывает Пауку все подробности: он принимал глобулин в газообразной форме, не теряв сознание. Он был рад, когда крал свой ингибитор из Oscorp и столкнулся с «собой». Тогда это был Хамелеон, хотевший украсить технологии компании, а на этой неделе Озборн нанял его, чтобы сбить Паука с толку. На Хэллоуин Норман притворился калекой, а вернувшись домой, увидел Гарри, который был в отключке из-за передозировки глобулином. Чтобы отвести от себя подозрения, он надел на сына костюм Гоблина и вывихнул ему ногу. Норман бросает в Паука бомбу, но герой отбрасывает её на глайдер Гоблина, и Озборн падает в водонапорную башню, наполненную взрывчаткой, и взрывается.
На похоронах Гвен не решается бросить Гарри в такую минуту. Он остаётся без отца, а Питер — без девушки, но Паук рад, что город в безопасности, ведь Зелёный гоблин больше не вернётся. В аэропорту Коннорсы отправляются на свой самолёт, чтобы начать новую жизнь, а сотрудница авиакомпании извиняется перед блондином в тёмных очках за задержку. Однако он говорит ей не извиняться, беря пример с него.

## Роли озвучивали
- Джош Китон — Питер Паркер (Человек-паук)
- Стив Блум — Зелёный гоблин / Хамелеон
- Аланна Юбак — Лиз Аллан
- Ванесса Маршалл — Мэри Джейн Уотсон
- Алан Рачинс — Норман Озборн
- Лейси Шабер — Гвен Стейси
- Джеймс Арнольд Тэйлор — Гарри Озборн
- Грег Вайсман — Дональд Менкен

## Производство
Сценарий к эпизоду «Занавес» написал Кевин Хоппс, а режиссёром выступил Виктор Кук. Как и серия «Премьера», эпизод вышел 18 ноября 2009 года.
Сюжетный поворот, в котором выясняется, что Зелёным гоблином всё-таки был Норман Озборн, а не Гарри, задумывался создателями с самого начала.

## Отзывы

Динамика оценок IGN к эпизодам 2 сезона мультсериала

Эрик Гольдман из IGN поставил серии оценку 10 из 10 и написал, что «второй сезон „Новых приключений Человека-паука“ завершился потрясающим эпизодом, который дал окончательный ответ на загадку, кем был Зелёный гоблин, обеспечил массу великолепного экшна и доставил напряжённые и захватывающие полчаса по ТВ». Критик отметил, что «последняя битва между Человеком-пауком и Зелёным гоблином была поистине эпичной». Рецензент посчитал «финальную сцену, показывающую, что Норман жив, но тайно уезжает из страны», «очень забавной». В конце Гольдман сделал обращение: «Marvel… Disney… кто бы ни делал решающий звонок, пожалуйста, сделайте его правильно и возобновите шоу!».
Джастин Феликс из DVD Talk написал, что качество последних эпизодов «неизменно хорошее».
Зрители тоже тепло восприняли эпизод; Screen Rant и CBR поставили его на 3 место в топе лучших эпизодов мультсериала по версии IMDb.